# Liste der Bodendenkmäler in Bergkamen
Die Liste der Bodendenkmäler in Bergkamen führt die Bodendenkmäler der Stadt Bergkamen auf (Stand: 2012).

## Bodendenkmäler
| Bild           | Bezeichnung         | Lage  | Beschreibung | Bauzeit                  | Eingetragen seit | Denkmal- nummer |
| -------------- | ------------------- | ----- | --- | ------------------------ | ---------------- | --------------- |
| weitere Bilder | Römerlager Oberaden | Karte | ca. 56 Hektar großes römisches Militärlager.                                                                                               | 11 v. Chr. – 8/7 v. Chr. | 17.11.1989       | B 1             |
| weitere Bilder | Bumannsburg         | Karte | Reste einer Wallburganlage. | ca. 772 bis 802 n. Chr.  | 05.07.1990       | B 2             |
| BW             | Königslandwehr      | Karte | Außengrenze der Grafschaft Mark zum nördlich der Lippe gelegenen münsterischen Territorium und der westlich gelegenen Grafschaft Arnsberg. | 14. bis 17. Jahrhundert  | 05.07.1990       | B 3             |